# Humbert I
Humbert I (wł. Umberto Ranieri Carlo Emanuele Giovanni Maria Ferdinando Eugenio; ur. 14 marca 1844 w Turynie, zm. 29 lipca 1900 w Monzy) – król Włoch w latach 1878-1900. Syn Wiktora Emanuela II, pierwszego króla Włoch po zjednoczeniu.

## Biografia
Urodził się 14 marca 1844 roku w Turynie jako drugie dziecko i najstarszy syn przyszłego pierwszego króla Włoch po ich zjednoczeniu, Wiktora Emanuela II (1820-1878), oraz jego żony, Marii Adelajdy Habsburg (1822-1855). W dniu jego narodzin jego ojciec obchodził swoje 24. urodziny.
Otrzymał imiona Humbert Rajner Karol Emanuel Jan Maria Ferdynand Eugeniusz (wł. Umberto Ranieri Carlo Emanuele Giovanni Maria Ferdinando Eugenio). Pierwsze imię – Humbert – nosił założyciel dynastii sabaudzkiej, Humbert I Białoręki, a także błogosławiony Humbert III Sabaudzki (1135-1189), hrabia Sabaudii w latach 1148-1189. Imiona Rajner i Karol otrzymał po swoich dziadkach – Rajnerze Józefie Habsburgu (1783-1853) i Karolu Albercie Sabaudzkim (1798-1849). Imię Emanuel nosił jego ojciec, Wiktor Emanuel II, imię Ferdynand – stryj, Ferdynand Sabaudzki (1822-1855). Imię Maria nosiło bardzo wiele jego przodków – między innymi jego matka i dwie babki. Imię Jan nosił św. Jan Chrzciciel – patron Turynu, gdzie Humbert się urodził. Imię Eugeniusz nosił natomiast między innymi Eugeniusz Sabaudzki (1663-1736), książę Sabaudii, wybitny dowódca cesarskich wojsk austriackich, którego Napoleon uważał za jednego z siedmiu najwybitniejszych wodzów w dziejach świata* .
Od roku 1858 służył w armii piemonckiej. Jako kapitan uczestniczył w bitwie pod Solferino (1859). Podczas wojny z Austrią (1866) wyróżnił się w przegranej bitwie pod Custozzą, kiedy osłaniał odwrót wojsk włoskich. Po zakończeniu wojny był komendantem Neapolu, a po przyłączeniu Rzymu do Włoch – komendantem wojskowym stolicy (1870).
W 1864 r. polityk włoski, Filippo Gualterio, jako pierwszy zasugerował królowi Włoch, Wiktorowi Emanuelowi II, małżeństwo Humberta z jego kuzynką, Małgorzatą Sabaudzką. Księżniczka miała wtedy jednak tylko trzynaście lat i plany nie zostały zrealizowane, a w pewnym momencie o nich zapomniano. Kilka lat później na żonę Humberta Wiktor Emanuel II wytypował Matyldę Habsburg – do małżeństwa jednak nie doszło, ponieważ osiemnastolatka zmarła tragicznie w czerwcu 1867 roku. W tej sytuacji ponownie – za sprawą premiera i ministra spraw zagranicznych Włoch, Luigiego Federica Menabrea – zaczęto rozważać małżeństwo następcy włoskiego tronu z Małgorzatą.
Po odrzuceniu propozycji małżeństwa ze strony przyszłego króla rumuńskiego, Karola I, Małgorzata zgodziła się wyjść za mąż za swojego kuzyna i ostatecznie w 1868 roku odbył się ślub Humberta z księżniczką. 21 kwietnia w Pałacu Królewskim w Turynie odbyła się ceremonia cywilna, a dzień później w katedrze turyńskiej – ceremonia religijna zaślubin.
Relacje pomiędzy małżonkami od początku determinował romans Humberta z Eugenią Attendolo Bolognini. Następcę włoskiego tronu i jego kochankę najprawdopodobniej łączyło głębokie uczucie, ponieważ po tym, gdy Małgorzata 11 listopada 1869 roku urodziła jedynego syna, Wiktora Emanuela, mąż odsunął się od niej i nastąpił między nimi całkowity rozpad pożycia. Wydaje się jednak, że żona Humberta akceptowała taki stan rzeczy – małżonkowie godnie reprezentowali Włochy, byli ze sobą bardzo zgodni, a mężczyźnie zdarzało się nawet polegać na niej politycznie.
Po objęciu tronu podejmował starania, by jego państwo dołączyło do grona mocarstw europejskich i kontynuował politykę zbliżenia do Austro-Węgier i Prus. W 1882 roku zawiązał z nimi w Wiedniu trójprzymierze, skierowane głównie przeciw Francji. Podróże po całym państwie i zaangażowanie króla podczas klęsk żywiołowych (powódź w Wenecji i w Weronie w 1882, trzęsienie ziemi w Ischii w 1883, epidemia cholery w Neapolu w 1884 roku), gdy kierował operacjami ratowniczymi i udzielał pomocy finansowej ofiarom, przyniosły mu sporą popularność. Wspólnie z prawicowymi rządami zainicjował i wspierał podbój kolonialny w Afryce. Wówczas jego sława zaczęła się zmniejszać. Klęska w bitwie pod Aduą w Etiopii (1896) zaostrzyła sytuacje polityczne i konflikty społeczne w kraju. Pogłębiający się kryzys ekonomiczny wywołał falę demonstracji. Poparta przez władcę masakra w Mediolanie (1898) spowodowała wzrost nastrojów opozycyjnych, co skłoniło go do nieudanej próby umocnienia władzy monarszej z pominięciem parlamentu, którą podjął w latach 1899–1900.
W roku 1878 Humbert I został zaatakowany nożem przez anarchistę Giovanniego Passannantego. Król przeżył atak, a zamachowiec został zatrzymany. Zapytany, czy aprobuje, by w swojej obronie uchodził za szaleńca, Passannante odpowiedział: „Nie boję się śmierci, nie chcę wyjść na wariata, z chęcią poświęcę swoje życie moim zasadom”.
29 lipca 1900 roku para królewska odwiedziła Monzę, aby świętować zakończenie zawodów gimnastycznych. Tego samego dnia późnym wieczorem Humbert I został zamordowany przez włoskiego anarchistę, Gaetano Bresciego. Król zdążył wyszeptać: „Myślę, że jestem ranny” (wł. „Credo di essere ferito!”), a kilka chwil później już nie żył. Zabójca później wyznał, że atakiem na monarchę chciał pomścić ofiary strajku robotniczego z 1898 roku w Mediolanie, podczas których generał Bava Beccaris użył przeciw protestującym armat.

## Małżeństwo i potomstwo
W 1868 roku ożenił się ze swoją kuzynką, Małgorzatą Sabaudzką.
Mieli razem jednego syna:
- Wiktor Emanuel (wł. Vittorio Emanuele Ferdinando Maria Gennaro; ur. 11 listopada 1869 w Neapolu, zm. 28 grudnia 1947 w Aleksandrii) – przyszły król Włoch jako Wiktor Emanuel III.

## Tytulatura

Herb króla Włoch w latach 1870-1890

1878-1900: Humbert I, z Bożej łaski, król Włoch, król Sardynii, Cypru, Jerozolimy, Armenii, książę Sabaudii, hrabia Maurienne, etc.

## Genealogia
| Prapradziadkowie                  | Wiktor Amadeusz II Sabaudzki-Carignano (1743-1780) ∞ 1768 Józefina Teresa Lotaryńska-Brionne (1753-1797) | Karol Krystian Wettyn (1733-1796) ∞ 1760 Franciszka Krasińska (1742-1796)              | Leopold II Habsburg (1747-1792) ∞ 1764 Maria Ludwika Burbon (1745-1792)                     | Ferdynand I Burbon (1751-1825) ∞ 1768 Maria Karolina Habsburg (1752-1814)                   | Franciszek I Lotaryński (1708-1765) ∞ 1736 Maria Teresa Habsburg (1717-1780)  | Karol III Hiszpański (1716-1788) ∞ 1738 Maria Amalia Wettyn (1724-1760)       | Ludwik Wiktor Sabaudzki-Carignano (1721-1778) ∞ 1740 Krystyna Henryka Heska-Rothenburg (1717-1778)       | Ludwik Lotaryński-Brionne (1725-1761) ∞ 1748 Ludwika de Rohan-Rochefort (1734-1815)                      |
| Pradziadkowie                     | Karol Emanuel Sabaudzki-Carignano (1770-1800) ∞ 1797 Maria Krystyna Wettyn (1770-1851)                   | Karol Emanuel Sabaudzki-Carignano (1770-1800) ∞ 1797 Maria Krystyna Wettyn (1770-1851) | Ferdynand III Toskański (1769-1824) ∞ 1790 Luiza Maria Amelia Teresa Sycylijska (1773-1802) | Ferdynand III Toskański (1769-1824) ∞ 1790 Luiza Maria Amelia Teresa Sycylijska (1773-1802) | Leopold II Habsburg (1747-1792) ∞ 1764 Maria Ludwika Burbon (1745-1792)       | Leopold II Habsburg (1747-1792) ∞ 1764 Maria Ludwika Burbon (1745-1792)       | Wiktor Amadeusz II Sabaudzki-Carignano (1743-1780) ∞ 1768 Józefina Teresa Lotaryńska-Brionne (1753-1797) | Wiktor Amadeusz II Sabaudzki-Carignano (1743-1780) ∞ 1768 Józefina Teresa Lotaryńska-Brionne (1753-1797) |
| Dziadkowie                        | Karol Albert Sabaudzki (1798-1849) ∞ 1817 Maria Teresa Toskańska (1801-1855)                             | Karol Albert Sabaudzki (1798-1849) ∞ 1817 Maria Teresa Toskańska (1801-1855)           | Karol Albert Sabaudzki (1798-1849) ∞ 1817 Maria Teresa Toskańska (1801-1855)                | Karol Albert Sabaudzki (1798-1849) ∞ 1817 Maria Teresa Toskańska (1801-1855)                | Rajner Józef Habsburg (1783-1853) ∞ 1820 Maria Elżbieta Sabaudzka (1800-1856) | Rajner Józef Habsburg (1783-1853) ∞ 1820 Maria Elżbieta Sabaudzka (1800-1856) | Rajner Józef Habsburg (1783-1853) ∞ 1820 Maria Elżbieta Sabaudzka (1800-1856)                            | Rajner Józef Habsburg (1783-1853) ∞ 1820 Maria Elżbieta Sabaudzka (1800-1856)                            |
| Rodzice                           | Wiktor Emanuel II (1820-1878) ∞ 1842 Maria Adelajda Habsburg (1822-1855)                                 | Wiktor Emanuel II (1820-1878) ∞ 1842 Maria Adelajda Habsburg (1822-1855)               | Wiktor Emanuel II (1820-1878) ∞ 1842 Maria Adelajda Habsburg (1822-1855)                    | Wiktor Emanuel II (1820-1878) ∞ 1842 Maria Adelajda Habsburg (1822-1855)                    | Wiktor Emanuel II (1820-1878) ∞ 1842 Maria Adelajda Habsburg (1822-1855)      | Wiktor Emanuel II (1820-1878) ∞ 1842 Maria Adelajda Habsburg (1822-1855)      | Wiktor Emanuel II (1820-1878) ∞ 1842 Maria Adelajda Habsburg (1822-1855)                                 | Wiktor Emanuel II (1820-1878) ∞ 1842 Maria Adelajda Habsburg (1822-1855)                                 |
| Humbert I (1844-1900), król Włoch | |                                                                                        |                                                                                             |                                                                                             |                                                                               |                                                                               | | |